# Peder Ringeneie
Peder Ringeneie. Född 15 augusti 1820 i Bærums kommun, Akershus fylke i Norge, död 22 oktober 1847 i Bærum, avrättad för mord på sin hustru.

## Bakgrund
Peder var son till Ole Hansen och dennes hustru Berthe Rolfsdatter. Peder växte upp på Kleven i närheten av Billingstad, under svåra familjeförhållanden. Den 5 juni 1844 gifte han sig med Anne Larsdatter Jammerdal, och ett år senare fick de sonen Olaus. Paret levde i stort sett åtskiljda, på grund av deras fattigdom var han tvungen att arbeta som tjänare på Ringen medan hon arbetade på Tanum. Senare flyttade paret ihop på Haugsvollen. Peder arbetade fortfarande som tjänare på Ringen gård och ingick ett förhållande med Birgit Asledatter från Hallingdal.

## Brott
Den 23 november 1846 gick Peder Ringeneie och hans hustru, Anne Larsdatter, till skogen för att hämta ved. Vid Peterskleiva dödade Peder hustrun med yxa.
Peder Ringeneie anmälde själv sin hustru som försvunnen. Liket blev funnet och det var uppenbart att kvinnan hade blivit mördad. Den 13 december 1846 blev Peder arresterad, misstänkt för mordet. Under påverkan av sin själasörjare erkände han efter några dagar. Motivet var att han hade ett förhållande med Birgit Asledatter.

## Rättegång och avrättning
- Den 11 mars 1847 blev Peder Ringeneie dömd till döden i under-retten enligt § 14-1 i Straffeloven från 1842. Birgit Aslesdatter fick livstids fängelse.
- Den 12 april 1847 blev domarna fastslagna i Akershus Stiftsoverrett.
- Den 3 juni 1847 fastslog Høyesterett de domarna från de lägre instanserna.
- Den 19 augusti 1847 godkände kung Oscar I dödsdomen.
- Den 22 oktober 1847 blev Peder Ringeneie halshuggen av skarprättare Samson Isberg på Jongsåsen i Bærum.